# Tanjung Serian (Muara Enim)
Tanjung Serian is een bestuurslaag in het regentschap Muara Enim van de provincie Zuid-Sumatra, Indonesië. Tanjung Serian telt 1592 inwoners (volkstelling 2010).